# 无锡市第八人民医院
31°35′09″N 120°18′36″E / 31.58591°N 120.31005°E
无锡市第八人民医院，是中国江苏省的一所医院，为二级甲等综合医院，位于梁溪区广瑞路1号。
无锡市第八人民医院前身为无锡市崇安区人民医院、无锡市慈善医院。2008年，崇安人民医院、映山河儿童医院合并成立新的无锡市第八人民医院。2019年，医院庆祝建院60周年。